# 藤ノ木正哉
藤ノ木 正哉（ふじのき まさや、1955年（昭和30年）6月19日 - ）は、日本の実業家。東日本放送代表取締役社長。テレビ朝日ホールディングス経営戦略局/経理局担当専務取締役、株式会社テレビ朝日経営戦略局/経理局担当専務取締役。朝日新聞取締役（監査役）などを歴任。

## 略歴
- 1979年4月1日、テレビ朝日入社
- 2005年6月、株式会社テレビ朝日ホールディングス報道局長
- 2009年6月、経営戦略局長
- 2010年6月、取締役経営戦略局長
- 2012年6月、常務取締役経営戦略局長、BS朝日取締役（現任）
- 2014年4月、株式会社テレビ朝日常務取締役経営戦略局長
- 2014年6月、テレビ朝日ホールディングス・テレビ朝日常務取締役
- 2016年6月、テレビ朝日ホールディングス・テレビ朝日専務取締役、朝日新聞社取締役（監査役）。
- 2022年6月、東日本放送代表取締役社長に就任[1]。

## 人物
- 主要経歴は報道局長からだが、『禁断!ハダカの王様』などの娯楽番組の制作にも携わっていた。
- 2008年5月、報道局の男性記者が裸の下半身を見せるなどの公然猥褻の現行犯で逮捕され起訴猶予処分となった件について、報道局長だった藤ノ木ら3人がけん責処分となった[2]。
- 2009年6月10日のニュースで、北朝鮮労働党の金正日総書記の三男・金正雲だとする写真をテレビ朝日単独のスクープとして放送したが、韓国メディアから疑問視する報道が相次いだため、確認したところ別人と判明した。報道局長だった藤ノ木ら3人が厳重注意処分となった[3]。
- 『相棒』や『ドクターX〜外科医・大門未知子〜』などのドラマを管轄していた総合編成局ドラマ制作部長が7年間に605件、559万円余りの会社経費を不適切に使用していたとして、2017年3月21日付けで懲戒・降格処分となった際に担当専務として会見し、発覚の経緯は週刊誌報道だったことを明らかにした[4]。